# Jakub Żeberski
Jakub Żeberski (ur. 18 maja 1979 we Wrocławiu) – polski szachista, mistrz międzynarodowy od 2007 roku.

## Kariera szachowa
Pierwsze znaczące sukcesy odniósł w 2001 r., zajmując II m. (za Siergiejem Fiedorczukiem) w memoriale Józefa Dominika w Dobczycach oraz dzieląc III m. (za Orestem Hrycakiem i Fəridem Abbasovem, wspólnie ze Spartakiem Wysoczinem) w kolejnym otwartym turnieju, rozegranym w Ustrzykach Dolnych. W 2003 r. podzielił IV m. w memoriale Józefa Kochana w Koszalinie (za Bartłomiejem Heberlą, Jakubem Czakonem i Władimirem Małaniukiem, wspólnie z Ilmarsem Starostitsem i Pawłem Anisimowem), w 2004 r. zajął II m. w Kecskemet, natomiast w 2005 r. podzielił I m. w Jarnołtówku (wspólnie z Maciejem Marszałkiem i Wadimem Szyszkinem) oraz podzielił III m. w Ołomuńcu (za Michaiło Oleksienko i Jurijem Kryworuczko). Na przełomie 2005 i 2006 r. podzielił II m. w Litomyšl (za Wiaczesławem Dydyszko, wspólnie z Grzegorzem Gajewskim i Mikulasem Manikiem). W 2006 r. powtórzył w Ołomuńcu wynik sprzed roku (dz. III m., za Stanisławem Zawadzkim i Davidem Isonzo), podzielił także II m. w Zielonej Górze (za Witalijem Koziakiem, wspólnie z Zurijem Zezulkinem, Leonidem Wołoszynem i Aleksandrem Miśtą). W 2007 r. podzielił I m. w openie w Jeseniku, natomiast w Kecskemet (dz. I m. wspólnie z Amadeusem Eisenbeiserem i Weimingiem Gohem) wypełnił trzecią normę na tytuł mistrza międzynarodowego i w listopadzie tego roku Międzynarodowa Federacja Szachowa przyznała mu ten tytuł.
Najwyższy ranking w dotychczasowej karierze osiągnął 1 kwietnia 2007 r., z wynikiem 2438 punktów zajmował wówczas 40. miejsce wśród polskich szachistów.